# Boldklubben 1903
 (décembre 2023).
Si vous disposez d'ouvrages ou d'articles de référence ou si vous connaissez des sites web de qualité traitant du thème abordé ici, merci de compléter l'article en donnant les références utiles à sa vérifiabilité et en les liant à la section « Notes et références ».
Le Boldklubben 1903 est un club de football basé à Copenhague et fondé en 1903.
Le B 1903 fusionne avec le KB Copenhague en 1992 pour former le FC Copenhague, néanmoins il existe toujours une équipe amateur.

## Palmarès
- Championnat du Danemark
  - Champion (7) : 1920, 1924, 1926, 1938, 1969, 1970 et 1976
- Coupe du Danemark
  - Vainqueur (2) : 1979 et 1986
- Championnat du Danemark de deuxième division
  - Champion (3) : 1958, 1968, 1984

## Anciens joueurs
- Morten Olsen